# Claudius Forestier

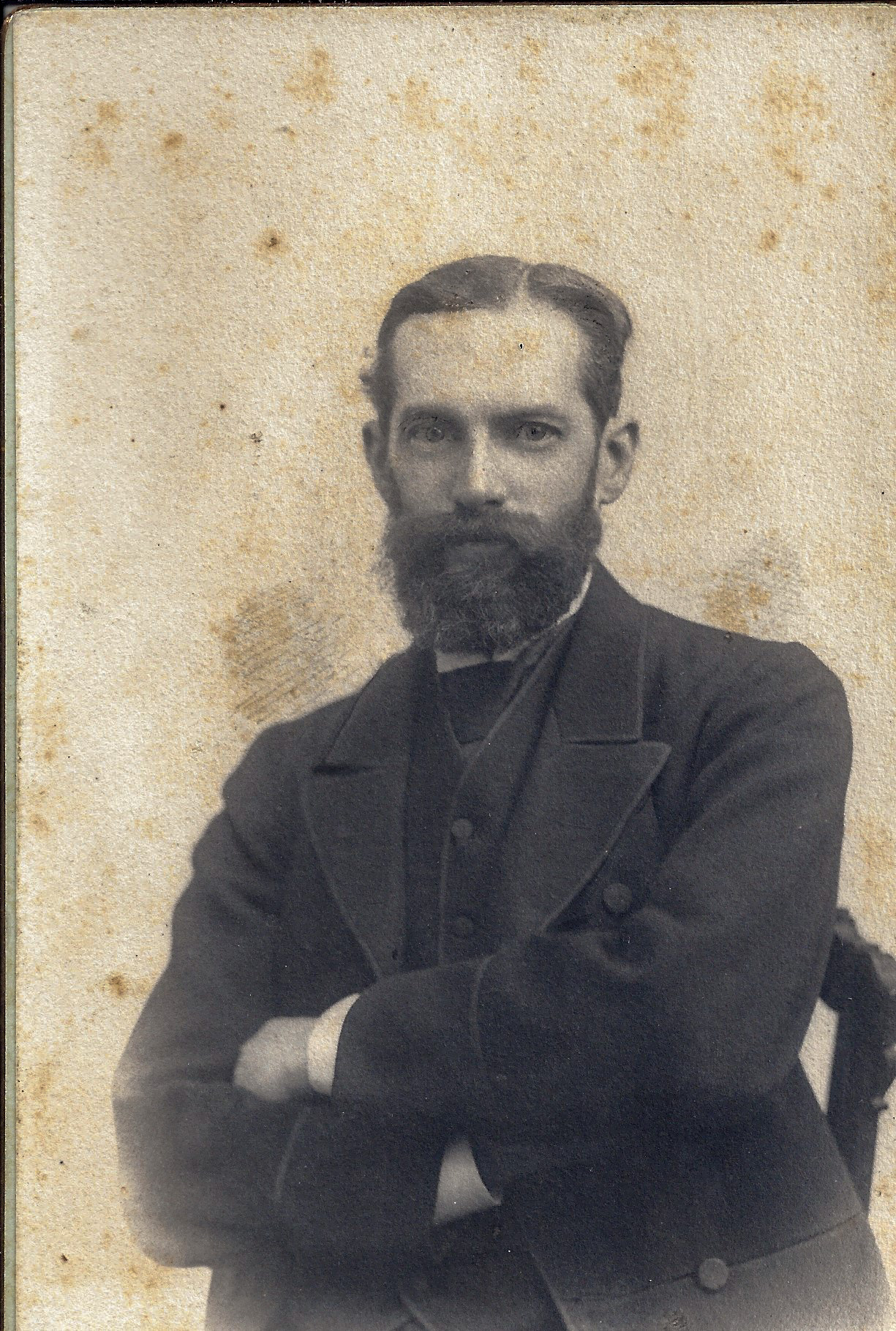
Claudius Forestier um 1860

Claudius Forestier (* 3. Juli 1810 in Aix-les-Bains; † 13. Februar 1891 in Lyon) war ein französischer gehörloser Aktivist. Von 1852 bis 1891 war er Direktor einer Taubstummenanstalt in Lyon und Gründer der Société centrale des sourds-muets 1838.

## Biographie

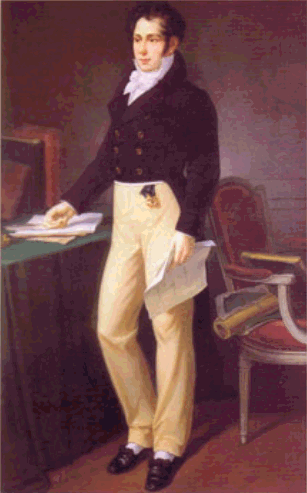
Sein Lehrer Auguste Bébian

Claudius Forestier stammt aus einer bürgerlichen Familie mit sieben Kindern. Sein Bruder Hyacinthe soll auch taub gewesen sein. 1819 schickten ihn seine Eltern an das Institut national de jeunes sourds de Paris. Dort traf er Ferdinand Berthier und Lucien-François Guillemont (bekannt als Benjamin). Sein Lehrer war Auguste Bébian.
Er war einer von Bébians brillantesten Schülern von 1820–1826. Im Alter von acht Jahren war er für seine Kenntnisse über die italienischen Kriege bekannt. Le Doktor Blanchet bezeichnete ihn als „Engel der Pariser Institution“.
Zwischen 1826 und 1829 war er erst Aufseher und Tutor, später Lehrer und Aufseher des Institut National des Jeunes Sourds. Er erhielt nie die angestrebte Position eines Professors. 1833 verließ er das Institut National des Jeunes Sourds.
Zusammen mit Ferdinand Berthier war er 1838 einer der Gründer der Société centrale des sourds-muets.
1840 wurde er als Nachfolger seines Schwiegervaters David Comberry, Professor an der gemischten Institution in Lyon. Diese Position behielt er auch später als Direktor. Anschließend besaß er ein Gebäude, um in Lyon eine Anstalt für gehörlose Jungen zu gründen. Claudius kümmerte sich um den Unterricht gehörloser Jungen, seine Frau Agathe Comberry um den Unterricht gehörloser Mädchen.
Claudius nahm im September 1880 am Mailänder Kongress teil.
Er starb am 13. Februar 1891 in Lyon und vermachte den Zwillingsbrüder-Abbés Lemann-Lévy sein Institut. Diese konnten es nicht aufrechterhalten.

## Statue
Die Genealogin Angélique Cantin entdeckte, im Rahmen einer Forschung zu Claudius Forestier, eine Büste. Yann Cantin bestätigte, dass es sich bei dem Abgebildeten um Forestier handelt. Die Büste wurde um 1830, vor seiner Abreise nach Lyon, angefertigt. In der Collection Dumoutier des Muséum national d’histoire naturelle geriet sie in Vergessenheit. Heute befindet sie sich im Musée d’Histoire et culture des Sourds in Louhans.

## Werk
- Cours complet et méthodique d’enseignement pratique des sourds-muets, Hachette Livre, 1854, pages 526.